# Unar
L'Unar est un modèle d'objectif photographique mis au point par Paul Rudolph chez Zeiss en 1899. Il s'agit d'un développement de l'Anastigmat, dans lequel les doublets accolés sont remplacés par des doublets séparés par un mince espace. Ce procédé permet de réduire les aberrations sphériques. Le Tessar est lui-même un développement postérieur de l'Unar.

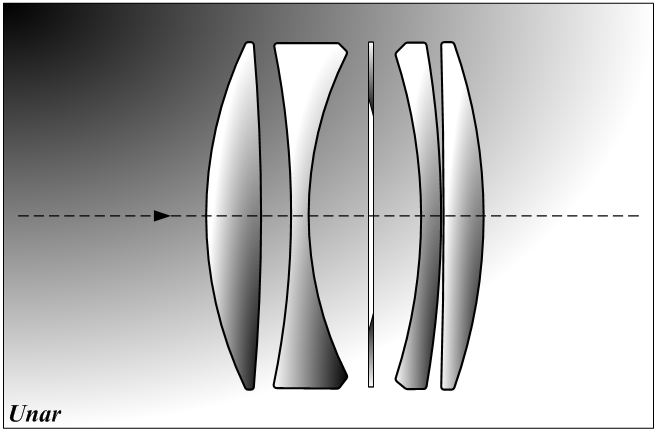
Formule optique de l'Unar [https://books.google.ro/books?id=OJrJrEJ-r9QC&pg=PA86&lpg=PA86&dq=unar+lens&source=bl&ots=YY7oaRv15E&sig=CfcaYXKLOELDECR2kFeQP8WcL-c&hl=ro&ei=W9C-TJysLcSEOqqF9Rk&sa=X&oi=book_result&ct=result&resnum=2&ved=0CB4Q6AEwAQ#v=onepage&q=unar%20lens&f=false A history of the photographic lens

## Source
(en) Rudolf Kingslake, A History of the Photographic Lens, Boston, Academic Press, 1989, 334 p. (ISBN 0-12-408640-3, lire en ligne)